# Gagrella denticulata
Gagrella denticulata is een hooiwagen uit de familie Sclerosomatidae.